# F1 Career Challenge
F1 Career Challenge oppure per PC F1 Challenge '99-'02 è un simulatore di guida basato sulle quattro stagioni di Formula 1: 1999, 2000, 2001 e 2002. F1 Career Challenge è stato l'ultimo gioco di Formula 1 pubblicato dalla EA Sports prima di F1 2021 quando EA acquistò la Codemasters.

## Background
Dopo aver perso la licenza ufficiale della F1 dalla Formula One Administration Ltd per una licenza esclusiva multi-annuale tra FOA e Sony Interactive Entertainment (publisher dei giochi di Formula 1 concorrenti per PlayStation e PlayStation 2) nel tardo 2002 che diventò attiva a partire dalla stagione 2003 escludendo di fatto qualsiasi sviluppatore (Electronic Arts inclusa) a realizzare un gioco incentrato sulle stagioni future, fu presa la decisione di produrre un gioco finale utilizzando le quattro stagioni che EA Sports aveva in licenza.
Durante lo sviluppo, diverse risorse sono state ripensate per renderle più realistiche e per rendere il gioco più adattabile ai personal computer meno potenti. I modelli delle auto e le texture associate sono stati ricostruiti da zero, mentre il motore fisico è stato notevolmente migliorato rispetto alle versioni precedenti per fornire una simulazione migliore. Per fornire una simulazione più autentica, ogni tracciato ha ricevuto piccole modifiche per ogni stagione coperta, inclusi i tabelloni degli sponsor (escluse la pubblicità di tabacco e alcolici), nonché cambiamenti visivi esterni.
Le capacità di modding del titolo su PC sono estese e dall'uscita del gioco nel 2003 hanno continuato a coprire molte stagioni diverse di Formula 1, oltre ad essere in grado di simulare serie di corse al di fuori della Formula 1, come Le Mans Prototypes e NASCAR, tra molte altre. Ciò è dovuto in parte all'uso di semplici file di testo per diversi importanti parametri delle risorse di gioco come la fisica, le auto, i piloti e le piste che ha permesso al gioco di prosperare in varie comunità online sin dal suo rilascio. Anche alcuni di questi sviluppatori e modder sono diventati anni dopo professionisti nel settore dei videogiochi.

## Team e piloti

### Stagione 1999
- West McLaren Mercedes: Mika Häkkinen e David Coulthard
- Scuderia Ferrari Marlboro: Michael Schumacher e Eddie Irvine
- Winfield Williams: Alessandro Zanardi e Ralf Schumacher
- Benson and Hedges Jordan: Damon Hill e Heinz-Harald Frentzen
- Mild Seven Benetton Playlife: Giancarlo Fisichella e Alexander Wurz
- Red Bull Sauber Petronas: Jean Alesi e Pedro Paulo Diniz
- Repsol Arrows: Pedro de la Rosa e Toranosuke Takagi
- HSBC Stewart Ford: Rubens Barrichello e Johnny Herbert
- Gauloises Prost Peugeot: Olivier Panis e Jarno Trulli
- Fondmetal Minardi Ford: Luca Badoer e Marc Gené
- British American Racing[1]: Jacques Villeneuve e Ricardo Zonta

### Stagione 2000
- West McLaren Mercedes: Mika Häkkinen e David Coulthard
- Scuderia Ferrari Marlboro: Michael Schumacher e Rubens Barrichello
- Benson & Hedges Jordan: Heinz-Harald Frentzen e Jarno Trulli
- Jaguar Racing: Eddie Irvine e Johnny Herbert
- BMW Williams F1 Team: Ralf Schumacher e Jenson Button
- Mild Seven Benetton Playlife: Giancarlo Fisichella e Alexander Wurz
- Gauloises Prost Peugeot: Jean Alesi e Nick Heidfeld
- Red Bull Sauber Petronas: Pedro Paulo Diniz e Mika Salo
- Arrows F1 Team: Pedro de la Rosa e Jos Verstappen
- Telefónica Minardi Fondmetal: Marc Gené e Gaston Mazzacane
- Lucky Strike Reynard BAR Honda: Jacques Villeneuve e Ricardo Zonta

### Stagione 2001
- Scuderia Ferrari Marlboro: Michael Schumacher e Rubens Barrichello
- West McLaren Mercedes: Mika Häkkinen e David Coulthard
- BMW Williams F1 Team: Ralf Schumacher e Juan Pablo Montoya
- Mild Seven Benetton Playlife: Giancarlo Fisichella e Jenson Button
- Lucky Strike BAR Honda: Olivier Panis e Jacques Villeneuve
- B&H Jordan Honda: Heinz-Harald Frentzen e Jarno Trulli
- Orange Arrows Asiatech: Jos Verstappen e Enrique Bernoldi
- Red Bull Sauber Petronas: Nick Heidfeld e Kimi Räikkönen
- Jaguar Racing: Eddie Irvine e Pedro de la Rosa
- European Minardi F1: Tarso Marques e Fernando Alonso
- Gauloises Prost Peugeot: Jean Alesi e Luciano Burti

### Stagione 2002
- Scuderia Ferrari Marlboro: Michael Schumacher e Rubens Barrichello
- West McLaren Mercedes: David Coulthard e Kimi Räikkönen
- BMW Williams F1 Team: Ralf Schumacher e Juan Pablo Montoya
- Sauber Petronas: Nick Heidfeld e Felipe Massa
- DHL Jordan Honda: Giancarlo Fisichella e Takuma Sato
- Lucky Strike BAR Honda: Jacques Villeneuve e Olivier Panis
- Mild Seven Renault F1 Team: Jarno Trulli e Jenson Button
- Jaguar Racing: Eddie Irvine e Pedro de la Rosa
- Orange Arrows Cosworth: Heinz-Harald Frentzen e Enrique Bernoldi
- KL Minardi Asiatech: Alex Yoong e Mark Webber
- Panasonic Toyota Racing: Mika Salo e Allan McNish